# آستغیک یرامیان
آستغیک میساکی یرامیان (ارمنی: Աստղիկ Միսաքի Երամյան؛  زادهٔ ۲۲ نوامبر ۱۸۹۷ - درگذشته اوت ۱۹۷۹) بازیگر تئاتر اهل ارمنستان بود. وی بین سال‌های - تا - میلادی فعالیت می‌کرد.

## زندگی‌نامه
وی در ۴ دسامبر [سبک قدیمی: ۲۲ نوامبر] ۱۸۹۷ در اباستومانی به دنیا آمد . لوون یرامیان همسر وی بود. وی در خانه مردمی زوبالوف، تئاتر ارمنی تفلیس، تئاتر دولتی ارمنیان باکو، تئاتر دراماتیک دولتی وارطان آجمیان گیومری فعالیت می‌کرد. وی همچنین برنده جوایزی همچون هنرمند مردمی ارمنستان شوروی (۱۹۶۱) شد. وی در اوت ۱۹۷۹ در سن ۸۱ سالگی در لنیناکان درگذشت و در گورستان پانتئون شهر گیومری به خاک سپرده شد.

## یادداشت
1. ↑  Գյումրու քաղաքային գերեզմանատան պանթեոն